# Emiliano Ramos Hernández
Emiliano Vladimir Ramos Hernández (Cancún, Quintana Roo, 28 de marzo de 1979) es un político mexicano, miembro del Partido de la Revolución Democrática fue diputado federal de 2003 a 2006.
Es hijo de Salvador Ramos Bustamante, antiguo miembro del PRI y dirigente de la Confederación Revolucionaria de Obreros y Campesinos (CROC) en Quintana Roo y dos veces diputado federal, que se unió posteriormente al PRD; inició su actividad política desde muy joven en su natal Cancún, donde figuró como dirigente estudiantil en el Colegio de Bachilleres de Quintana Roo I, posteriormente fue Subsecretario de Asuntos Juveniles del PRD y fundador de la agrupación Jóvenes de Izquierda en Quintana Roo. Es estudiante de Derecho en la Universidad Nacional Autónoma de México y en 2002 fue candidato a Regidor del Ayuntamiento de Benito Juárez, Quintana Roo.
Emiliano Ramos se ha hecho conocido por su participación en las protestas antiglobalización y en contra del Área de Libre Comercio de las Américas y sobre todo por su participación en la marcha de apoyo al presidente de Venezuela, Hugo Chávez, en Caracas ante la crisis diplomática entre este país y México en 2005.